# Oda do Napoleona Bonapartego (Byron)
Oda do Napoleona Bonapartego (ang. Ode to Napoleon Buonaparte)  – wiersz George’a Gordona Byrona z 1814 roku, napisany po abdykacji Napoleona Bonapartego.

## Historia
Byron napisał kilka utworów poświęconych osobie Napoleona Bonapartego, był zafascynowany jego osobą. W styczniu 1814 roku poeta uznał, że nie będzie już pisał wierszy w najbliższych latach, jednak ogłoszenie abdykacji Napoleona (zob. traktat z Fontainebleau) skłoniło go do napisania kolejnego tekstu poetyckiego. Powstał on w 1814 roku, tuż po abdykacji Napoleona. Prasa poinformowała o tym zdarzeniu 9 kwietnia 1814 roku, a już 10 kwietnia poeta pisał do Thomasa Moore’a i do swojego wydawcy Johna Murraya, że stworzył odę na upadek Napoleona. Z tegoż dnia zachował się także zapis w dzienniku poety: „Dzisiaj przez godzinę trenowałem boks – napisałem Odę do Napoleona Bonapartego”. Byron pragnął wydać utwór anonimowo i tak też się stało – pierwsze 15 zwrotek wydał John Murray 16 kwietnia 1814 roku w postaci 14-stronicowego druku; na życzenie Murraya Byron dopisał 5. zwrotkę, co wydłużyło wiersz w druku do 17 stron i zapobiegło opodatkowaniu kolejnych wydań publikacji.  
Byron odwołał się do Napoleona ponownie w poemacie Wędrówki Childe Harolda z 1816 roku, gdzie Korsykanin zostaje określony jako największy, nie najgorszy z ludzi, jednak jego ocena w tym dziele nie jest jednoznaczna. 
Trzy ostatnie zwrotki zostały dodane w 1831 roku po śmierci Byrona, a utwór w dłużej formie został wydany w zbiorowym wydaniu dzieł Byrona w 1832 roku. 
Utwór został przetłumaczony na język polski przez Wiktora Baworowskiego, przekład ukazał się w 43. numerze „Czasu” w 1885 roku, gdzie został on określony jako mało znany wiersz angielskiego wieszcza.
12 lipca 1942 roku Arnold Schönberg ukończył kompozycję Ode to Napoleon op. 41 na kwartet smyczkowy, fortepian i recytatora, w którym wykorzystał tekst wiersza Byrona; premiera odbyła się 24 listopada 1944 roku. Dla kompozytora Napoleon stanowił analogiczną postać do Adolfa Hitlera, który był wówczas u szczytu swej władzy.

## Charakterystyka
Utwór otwiera łaciński cytat z Satyr Juwenalisa: Expende Annibalem: – quo libra in duce summo Invenies? (pol. Weź Hannibala: Ileż nim zdarzeń zachwiało). Dwa dni po napisaniu utworu autor dodał jeszcze cytat ze Zmierzchu Cesarstwa Rzymskiego Edwarda Gibbona o cesarzu Juliuszu Neposie i końcu jego panowania.
Podmiot liryczny w wierszu przejawia ambiwalentne uczucia względem cesarza, pojawia się zarówno krytyka, jak i elementy fascynacji jego postacią. Ocena władcy jest oparta na opozycji czasu teraźniejszego z przeszłością, zostaje obelżywie nazwany czymsiś bezimiennym. Abdykacja zostaje nakreślona jako bezprecedensowy upadek. Pomimo porównania cesarza do Prometeusza, cesarz nie jest przedstawiony jako postać charakteryzująca się wzniosłością. Porównany zostaje także z antycznym atletą Milonem z Krotonu, gdyż podobnie jak on nie potrafił przewidzieć czyhających na niego niebezpieczeństw, został również na zasadzie kontrastu zestawiony z dyktatorem rzymskim Sullą oraz cesarzem Karolem V Habsburgiem. Napoleon został przedstawiony jako osoba próżna i pełna ambicji.
Ostatnią zwrotkę ody wypełnia pytanie, czy pośród panujących znajdzie się choć jeden, który nie byłby podłą osobą  –  jako jedyny taki przykład zostaje przywołany najlepszy – pierwszy i ostatni George Washington, co jest dodatkowo deprecjonujące wobec cesarza.

## Odbiór krytyczny
Recenzje utworu w ówczesnej prasie, które ukazywały się od 21 kwietnia 1814 roku były na ogół pozytywne; poeta Leigh Hunt skrytykował jednak zawarte w utworze życzenie śmierci Napoleonowi.
Józef Flach uznał, że nie można sobie wyobrazić okrutniejszego szyderstwa od tekstu tego wiersza.